# Jusjön
Jusjön är en sjö i Norrköpings kommun i Östergötland och ingår i Motala ströms huvudavrinningsområde.